# Ecoduct

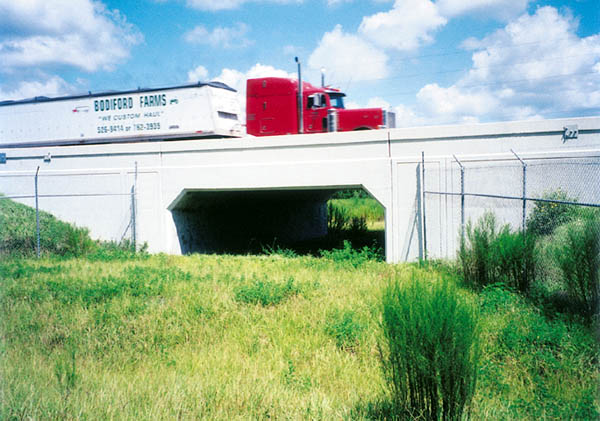
Drumul Statal 46 din Florida a fost ridicat peste acest pasaj. Se observă gardurile de fiecare parte a punctului de trecere.

Ecoductele sunt structuri care permit animalelor să traverseze în siguranță bariere realizate de om. Ecoductele pot fi: pasaje subterane tuneluri, viaducte sau pasaje superioare (în special pentru animale mari sau pentru animale ce se deplasează în turme); tuneluri de amfibieni; scări pentru pești; Baldachin pod (mai ales pentru maimuțe și veverițe), tuneluri și podețe (pentru mamifere mici cum ar fi vidre, arici, bursuci); acoperișuri verzi (pentru fluturi și păsări).
Ecoductele sunt o practică de conservarea habitatelor, permițând conexiuni sau reconectări între habitate, și combâtând fragmentarea habitatelor. Ei ajută și la evitarea coliziunilor dintre vehicule și animale, care, în plus față de uciderea sau rănirea animalelor sălbatice poate provoca leziuni la oameni și pagube materiale.
Structuri similare pot fi folosite pentru animale domestice, cum ar fi tunelurile pentru bovine.

## Drumurile și fragmentarea habitatelor

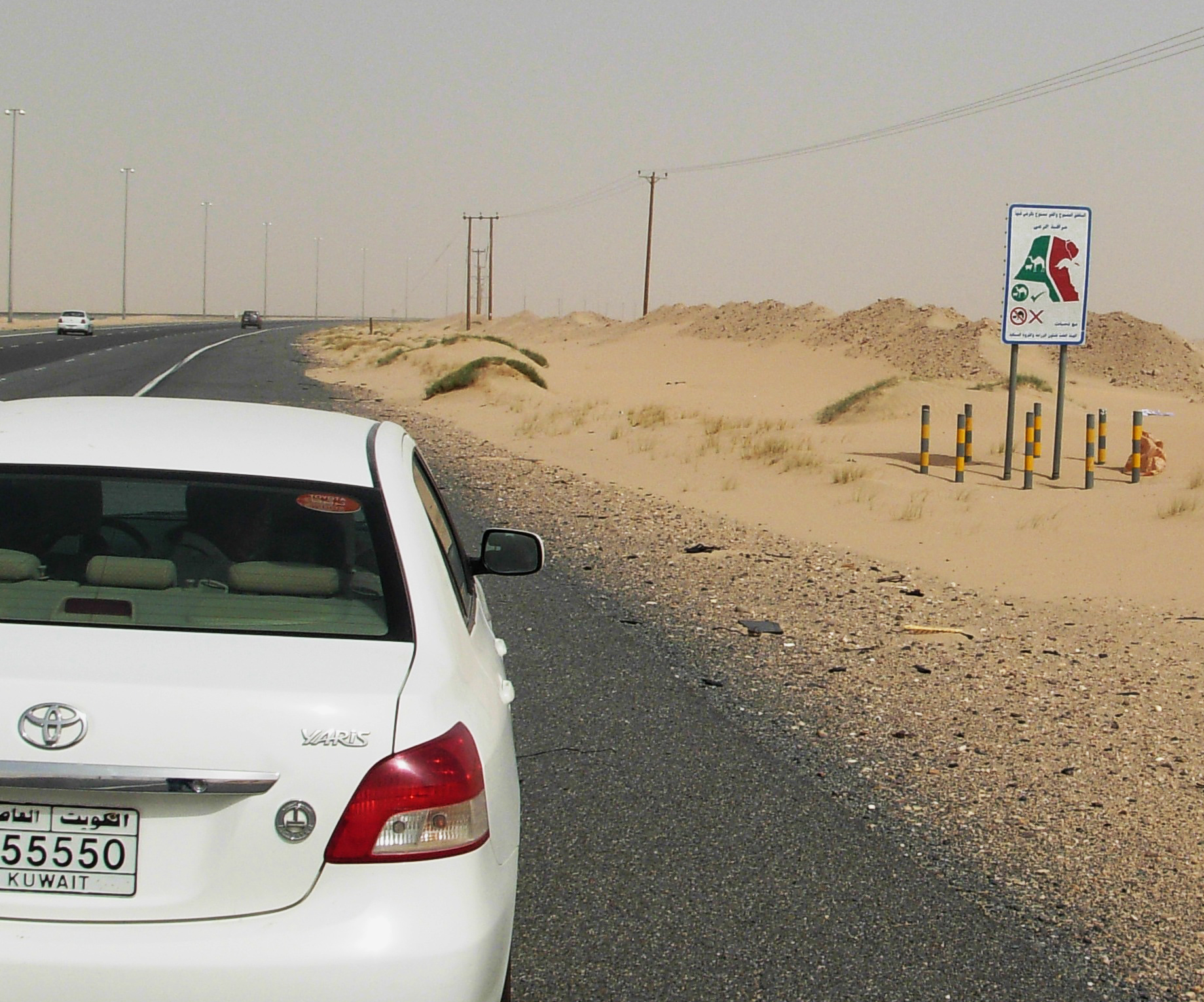
Trecere pentru cămile în Kuweit

Fragmentarea habitatelor apare atunci când oamenii construiesc bariere, cum ar fi drumuri, căi ferate, canale, linii electrice și conducte care pătrund și divizează habitatul faunei sălbatice (Primack 2006). Dintre acestea, drumurile sunt cele mai răspândite și au cele mai pronunțate efecte negative (Spellerberg 1998). Oamenii de știință estimează că sistemul de drumuri din Statele Unite ale Americii impactează asupra ecologiei a cel puțin o cincime din suprafața terestră a țării (Forman 2000). Timp de mai mulți ani, ecologiștii au documentat relațiile adverse între drumuri și fauna sălbatică. Jaeger et al. (2005) identifică patru moduri în care drumurile și traficul au impact negativ asupra populațiilor de animale sălbatice: (1) se reduce cantitatea și calitatea habitatului, (2) crește mortalitatea din cauza coliziunilor cu vehiculele (rutiere), (3) se împiedică accesul la resursele de pe partea cealaltă a drumului, și (4) se subdivid populațiile de animale sălbatice în subpopulații mai mici și mai vulnerabile (fragmentare). Fragmentarea habitatelor poate duce la dispariție dacă o populație de gene este suficient de limitată.
Primele trei efecte (pierderea habitatului, moartea în accidente, și izolarea resurselor) exercită o presiune asupra diferitelor populații de animale prin reducerea resurselor disponibile și uciderea directă a indivizilor într-o populație. De exemplu, Bennett (1991) a constatat că accidentele rutiere nu reprezintă o amenințare semnificativă la populații sănătoase, dar pot fi devastatoare pentru populațiile mici, în scădere, sau amenințate. Mortalitatea rutieră a afectat în mod semnificativ o serie de specii proeminente din Statele Unite, inclusiv cerbul cu coada albă (Odocoileus virginianus), panterele de Florida (Puma concolor coryi), și ursul negru (Ursus americanus) (Clevenger et al. 2001). În plus, pierderea habitatului poate fi directă, dacă habitatul este distrus pentru a face loc pentru un drum, sau indirectă, dacă habitatele aflate aproape de drumuri sunt compromise din cauza emisiilor (zgomote, lumină, poluare etc.) (Jaeger et al. 2005). În cele din urmă, speciile care sunt în imposibilitatea de a migra pe drumuri pentru a ajunge la resurse, cum ar fi hrană, adăpost și împerechere vor trece printr-o reducere a reproducerii și a ratei de supraviețuire, care poate compromite viabilitatea populației (Noss et al., 1996).
În plus față de primii trei factori, numeroase studii au arătat că construirea și utilizarea de drumuri este o sursă directă de fragmentare a habitatelor (Spellerberg 1998). După cum s-a menționat mai sus, populațiile înconjurate de drumuri sunt mai puțin susceptibile la a primi imigranți din alte habitate și, ca rezultat, suferă de o lipsă de diversitate genetică. Aceste populații mici sunt deosebit de vulnerabile la extincție din cauza stohasticității demografice, genetice și de mediu, deoarece acestea nu conțin suficiente alele pentru a se adapta la noile presiuni selective, cum ar fi schimbările de temperatură, habitat, și disponibilitatea hranei (Primack 2006).
Relația dintre drumuri și fragmentarea habitatelor este bine documentată. Un studiu a constatat că drumurile contribuie mai mult la fragmentarea habitatelor forestiere decât defrișările (Reed et al. 1996). Un alt studiu a concluzionat că fragmentarea cauzată de drumuri a pădurilor anterior contigue din estul Americii de Nord este principala cauză pentru declinul speciilor de păsări de pădure și a afectat negativ și mamiferele mici, insectele și reptilele din Statele Unite ale Americii (Spellerberg 1998). Dupa ani de cercetare, biologii sunt de acord că drumurile și traficul duce la fragmentarea habitatelor, izolarea și accidentele rutiere, toate combinându-se pentru a compromite în mod semnificativ viabilitatea populațiilor de animale sălbatice din întreaga lume.

## Coliziunile cu vehiculele
În plus față de preocupările de conservare, coliziunile faunei sălbatice cu vehiculele au un cost semnificativ pentru populația umană, deoarece accidentele provoacă pagube materiale, rănirea și chiar moartea pasagerilor și șoferilor. Bruinderink & Hazebroek (1996) a estimat numărul de coliziuni cu ungulate în trafic, în Europa, la 507.000 pe an, soldate cu 300 de oameni morți, 30.000 de răniți, și pagube materiale de peste 1 miliard de dolari. În paralel, 1,5 milioane de accidente rutiere care implică cerbi în Statele Unite ale Americii provocă o valoare estimată de 1,1 miliarde de dolari în daune auto în fiecare an (Donaldson 2005).
Problemele de conservare asociate drumurilor (mortalitatea faunei sălbatice și fragmentarea habitatelor) împreună cu costruile umane și economice substanțiale care rezultă din accidente i-au făcut pe oameni de știință, ingineri, și autoritățile de transport să ia în considerare o serie de instrumente de atenuare și reducere a conflictului dintre drumuri și fauna sălbatică. Din opțiunile disponibile, structurile cunoscute sub numele de ecoducte au fost cele mai de succes la reducerea atât a fragmentării habitatelor cât și a numărului de accidente rutiere cu animale (Knapp et al. 2004. , Clevenger, 2006).

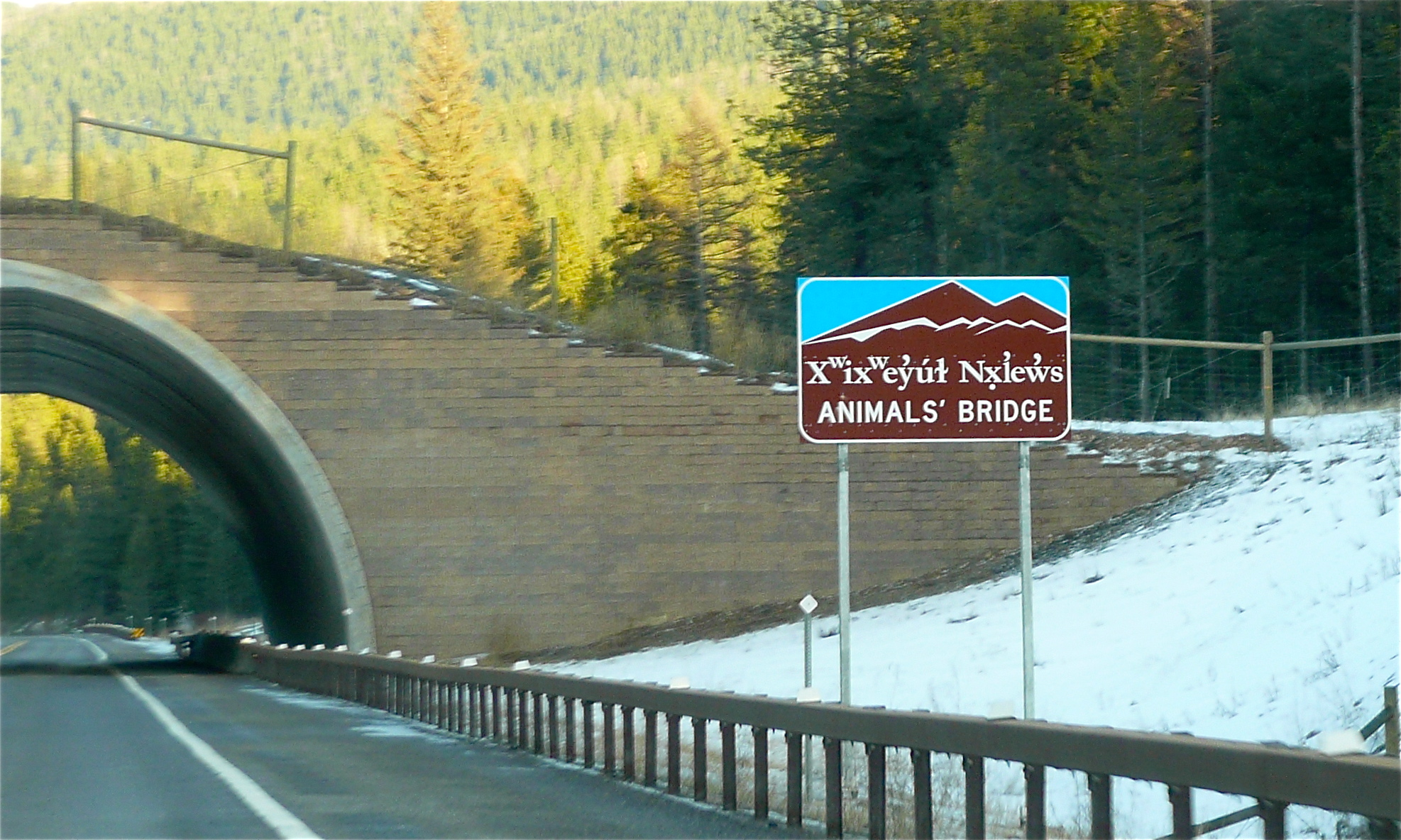
"Podul Animalelor", în Rezervația Indiană Flathead din Montana, utilizate de urșii grizzly și negri, cerbi, elani, lei de munte, și alte animale

Ecoductele sunt pasaje structurale pe sub sau pe deasupra drumurilor, concepute pentru a facilita traversarea în condiții de siguranță a drumurilor publice de către fauna sălbatică (Donaldson 2005). În ultimii ani, biologii conservaționiști și managerii de faună sălbatică au susținut construcția de ecoducte împreună cu gardurile de pe marginea drumurilor ca o modalitate de a crește permeabilitatea drumurilor și conectivitatea habitatelor, precum și scăderea numărului de accidente ce implică animale. Ecoduct este un termen-umbrelă care cuprinde pasaje inferioare, pasaje superioare, tuneluri, poduri verzi, tuneluri mici pentru amfibieni/mamifere mici, și viaducte pentru fauna sălbatică (Bank et al. 2002). Toate aceste structuri sunt proiectate pentru a oferi coridoare semi-naturale pe deasupra și pe dedesubtul drumurilor, astfel încât animalele pot trece în condiții de siguranță, fără a pune în pericol pe ei înșiși și pe automobiliști.

## Istoria și locații
Rapoarte scrise despre scările pentru pești datează din Franța secolului al XVII-lea, unde mănunchiuri de ramuri au fost folosite pentru a crea trepte în canale abrupte pentru ocolirea obstacolelor. O versiune a fost brevetată în anul 1837 de către Richard McFarlan din Bathurst, New Brunswick, Canada, care a proiectat o rută care să ajute peștii să treacă barajul unei fabrici de cherestea hidraulice. În 1880, prima scară de pești a fost construită în Rhode Island, Statele Unite ale Americii, la barajul Pawtuxet Falls. Pe măsură ce Epoca Industrială avansa, barajele și alte obstacole fluviale au devenit mai mari și mai frecvente, ceea ce a dus la necesitatea efectivă de pentru amenajarea trecerilor pentru pești.
Primele ecoducte pe uscat au fost construite în Franța, în anii 1950 (Chilson 2003). Țările europene, între care Țările de Jos, Elveția, Germania și Franța, au fost folosind diverse structuri de trecere pentru a reduce conflictul între animalele sălbatice și drumuri de mai multe decenii și utilizează o varietate de pasarele și pasaje subterane pentru a proteja și de a restabili animalele sălbatice, cum ar fi: amfibieni, bursuci, ungulate, nevertebrate, precum și alte mamifere mici (Bank et al. 2002).
Humane Society din Statele Unite raportează că peste 600 de tuneluri instalate pe sub drumuri majore și minore din Țările de Jos au contribuit la creșterea substanțială a nivelului populației pe cale de dispariție a viezurelui european. Cel mai lung viaduct pentru animale, în apropiere de Crailo în Țările de Jos, are 800 m și se întinde peste o autostradă, o cale ferată și un teren de golf.

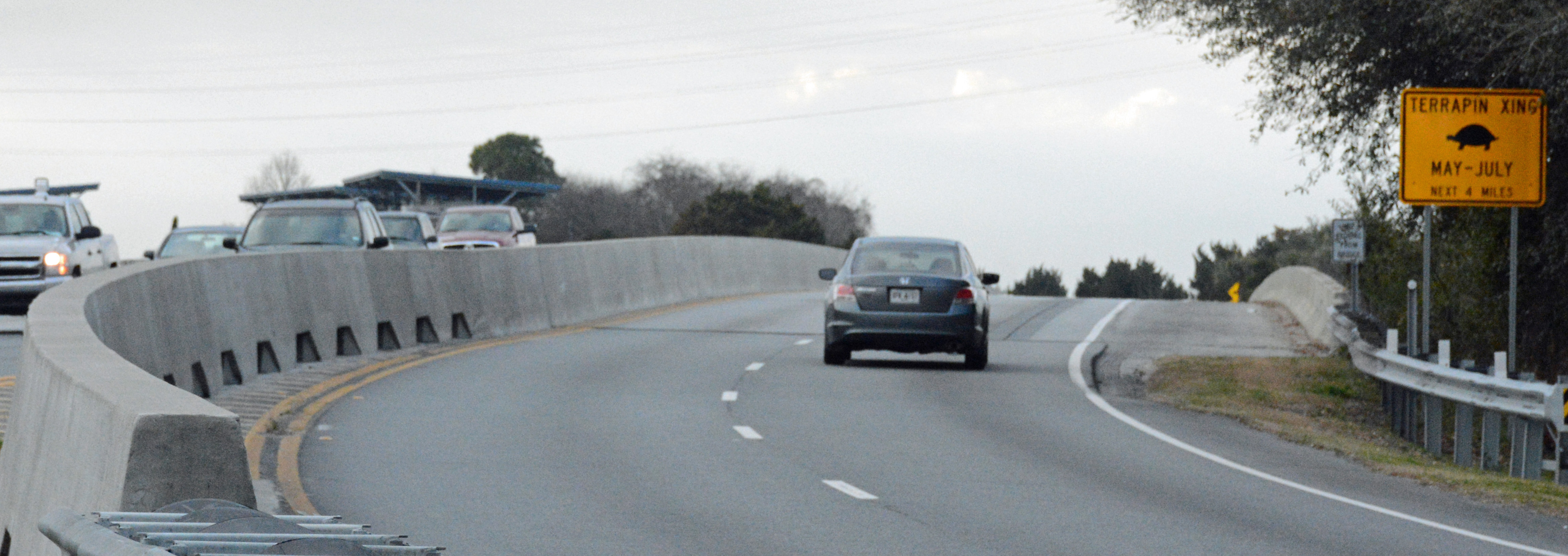
Un semn Terrapin și o trecere realizată la capătul F. J. Torras Causeway în St. Simons Island, Georgia, SUA (2015)

Ecoductele sunt din ce în ce mai frecvente în Canada și Statele Unite ale Americii. Ecoducte recognoscibile se găsesc în Parcul Național Banff din Alberta, unde pasaje cu vegetație asigură trecerea în siguranță peste Șoseaua Trans-Canadiană urșilor, elanilor, cerbilor, lupilor, și multor altor specii (Clevenger 2007). În Banff au fost realizate 24 de ecoducte ca parte a unui drum proiect de îmbunătățire în 1978 (Clevenger 2007). În Statele Unite, mii de ecoducte au fost construite în ultimii 30 de ani, inclusiv podețe, poduri și pasaje. Acestea au fost folosite pentru a proteja caprele de munte în Montana, salamandra pătată în Massachusetts, muflonii în Colorado, testoasa de deșert în California, și panterele de Florida, aflate pe cale de dispariție, în Florida (Chilson 2003).

## Costurile și beneficiile
Beneficiile derivate din construcției ecoductelor care extind coridoarele de migrație ale faunei peste și pe sub drumurile principale par să depășească costurile de construcție și întreținere. Un studiu estimează că adăugarea ecoducte pentru un proiect rutier reprezintă o creștere de 7-8% a costului total al proiectului (Bank et al. 2002). Teoretic, costurile monetare asociate cu construirea și menținerea ecoductelor în zone importante din punct de vedere ecologic sunt depășite de beneficiile asociate protejării populațiilor de animale sălbatice, reducerii daunelor vehiculelor, și salvarea vieților șoferilor și pasagerilor prin reducerea numărului de coliziuni cauzate de animale sălbatice.
Un studiu realizat de Departamentul de Transport al statului Virginia estima că ecoductele devin eficiente, în termeni de deteriorare a bunurilor, atunci când acestea împiedică între 2,6 și 9,2 coliziuni între vehicule și cerbi pe an, în funcție de costul de pasaj. Aproximativ 300 de cerbi au trecut prin pasajele subterane în anul în care a avut loc studiul (Donaldson 2005).

## Eficacitatea
Au fost efectuate mai multe studii pentru a determina eficacitatea de coridoarelor ecologice asigurării conectivității habitatelor (prin furnizarea viabile coridoare de migrație) și reducerii accidentelor. Eficacitatea acestor structuri pare a depinde mult de locația lor (datorită diferențelor de localizare, structură, de specii prezente, habitate etc.) dar punctele de trecere au fost benefice pentru o serie de specii într-o varietate de locații. Unele povești de succes ale ecoductelor sunt prezentate mai jos.

### Parcul Național Banff
Banff National Park oferă una dintre cele mai bune oportunități de a studia eficacitatea de ecoductelor pentru că parcul cuprinde o mare varietate de specii și este întretăiat de un mare drum comercial numit Șoseaua Trans-Canadiană (TCH). Pentru a reduce efectele drumului pe patru benzi, s-au construit 24 de ecoducte (22 de pasaje subterane și două supraterane) pentru a asigura conectivitatea habitatelor și a proteja șoferii (Clevenger 2007). În 1996, Parks Canada a dezvoltat un contract cu cercetătorii universitari pentru a evalua eficacitatea ecoductelor. Ultimul deceniu a produs o serie de publicații care analizau impactul ecoductelor asupra diferitelor specii și în general asupra mortalității faunei sălbatice (a se vedea Clevenger & Waltho 2000. , Clevenger et al. 2001. , și Clevenger 2007. ).

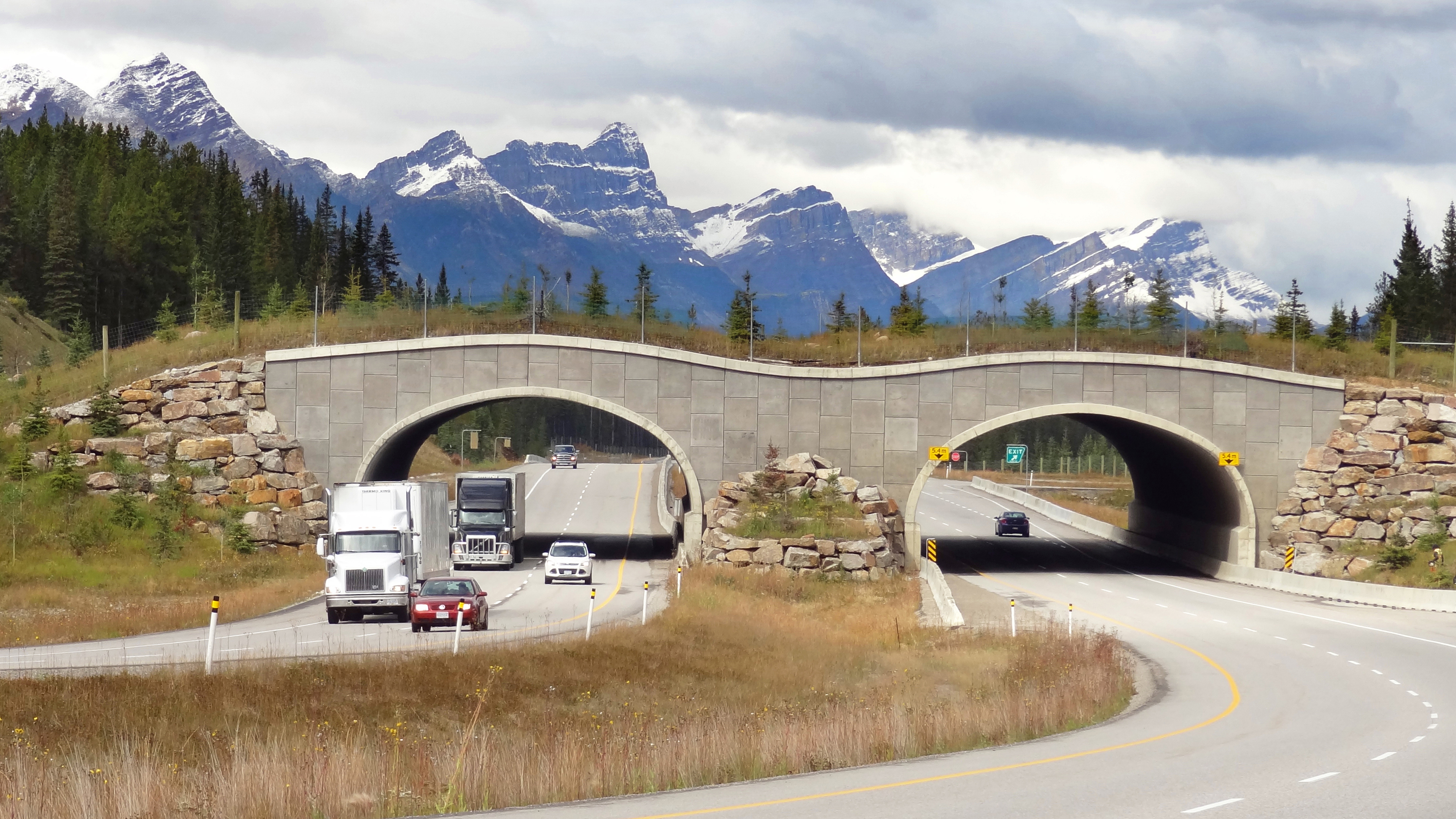
Ecoduct în Banff National Park, Canada

Folosind o varietate de tehnici pentru a monitoriza trecerile în ultimii 25 de ani, oamenii de știință raporteaza ca 10 specii de mamifere mari (între care cerb, elan, urs negru, urs, leu de munte, lupul, și coiot) au folosit cele 24 de ecoducte din Banff în total de 84.000 de ori până în ianuarie 2007 (Clevenger 2007). Cercetarea a identificat și o „curbă de învățare” astfel că animalele au nevoie de timp să se adapteze la structuri înainte să se simtă confortabil folosindu-le. De exemplu, trecerile urșilor grizzly au crescut de la șapte, în1996, la peste 100 în 2006, deși numărul real de urși individuali care folosesc structurile a rămas constant în acest timp, între 2 și 4 urși. Un set similar de observații a fost făcut pentru lupi, trecerile crescând de la două până la aproximativ 140 în aceeași perioadă de 10 ani. Cu toate acestea, în acest caz numărul real de lupi din haite care folosesc punctele de trecere a crescut dramatic, de la un minim de doi până la un nivel record de peste 20 de exemplare. În continuarea acestor rezultate pozitive, Clevenger et al. (2001) au raportat că utilizarea ecoductelor și gardurilor au redus redus mortalitatea indusă de traficul de pe TCH la  ungulatele mari cu mai mult de 80 la sută. Analizele recente pentru carnivore au arătat că rezultatele nu sunt la fel de pozitive, mortalitatea urșilor fiind în creștere cu o medie de 116 la sută în paralelă directă la dublarea egală a volumului de trafic pe șosea, arătând în mod clar că mortalitatea urșilor nu a fost redusă (Hallstrom, Clevenger, Maher și Whittington, în pregatire). Cercetările privind trecerile în Banff au demonstrat astfel valori diverse, în funcție de specia în cauză.
Parks Canada planifică construirea a 17 ecoducte noi peste TCH pentru a crește siguranța șoferilor în apropiere de cătunul Lake Louise. Lipsa de eficacitate a gardurilor standard în reducerea mortalității urșilor demonstrează că sunt necesare măsuri suplimentare.

### Districtele Collier și Lee din Florida
Douăzeci și patru de pasaje subterane și 12 poduri modificate pentru animale sălbatice au fost construite de-a lungul a 40 km din șoseaua interstatală 75 în districtele Collier și Lee din Florida (Scott 2007). Aceste treceri sunt special concepute pentru a viza și a proteja specia pe cale de dispariție de panteră de Florida, o subspecie de leu de munte ce se găsește în sud-estul Statelor Unite. Oamenii de știință estimează că mai există doar 80-100 de pantere de Florida în viață în sălbăticie, ceea ce le face una dintre cele mai periclitate mamifere mari din America de Nord (Foster și Humphrey, 1995). Pantera de Florida este deosebit de vulnerabilă la coliziunile cu vehicule, care au ucis 11 exemplare în 2006 și 14 în 2007 (Scott 2007).
Comisia de Conservare a Peștelui și Animalelor Sălbatice din Florida (FWC) a folosit o serie de instrumente de atenuare într-un efort de a proteja panterele de Florida și combinația de ecoducte și garduri s-a dovedit cea mai eficientă (Scott 2007). Din 2007, nicio panteră nu a mai fost ucisă în zonele echipate cu garduri continue și ecoducte, iar FWC dorește să construiască mai multe astfel de structuri în viitor. Pasajele de pe I-75 au părut a servi și râșilor, cerbilor, ratonilor și a redus semnificativ coliziunile animalelor cu vehicule de-a lungul șoselei interstatale (Foster și Humphrey, 1995).

### Pasajele subterane din California de Sud
Ecoductele au fost importante și pentru protejarea biodiversității în mai multe zone din California de Sud. În districtul San Bernardino, biologii au ridicat garduri de-a lungul șoselei statale 58 pentru a completa pasajele subterane folosite de țestoasa de deșert amenințată. Numărul de morți în rândul țestoaselor de deșert pe șosea a scăzut cu 93% în primii patru ani după introducerea gardurilor, dovedind că, chiar și treceri improvizate (tuburi de drenaj al apelor pluviale, în acest caz) au capacitatea de a crește permeabilitatea șoselelor și de a proteja speciile sensibile (Chilson 2003). În plus, studiile lui Haas (2000) și Lyren (2001) raportează că pasajele subterane din districtele Orange, Riverside și Los Angeles au atras utilizarea semnificativă de către o varietate de specii, inclusiv râși, coioți, vulpi cenușii, cerb, și nevăstuici cu coadă lungă. Aceste rezultate ar putea fi extrem de importante pentru eforturile de conservare a faunei sălbatice din zonele Puente Hills și Chino Hills, care au fost din ce în ce mai fragmentate de construcția de drumuri (Haas 2000).

### Ecoductele din Țările de Jos

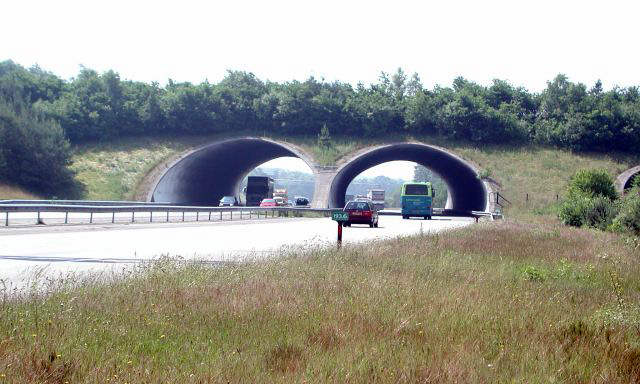
Una dintre cele două ecoducte peste autostrada A50 pe Veluwe în Țările de Jos

Țările de Jos au peste 66 de ecoducte (pasaje sub- și supraterane) care au fost folosite pentru a proteja speciile pe cale de dispariție de viezure, precum și populațiilor de mistreți, cerbi și căprioare. Începând din 2012, Veluwe, cu 1000 de kilometri pătrați de păduri, mlaștini și dune de nisip, cea mai mare câmpie naturală din Europa de Nord-Vest, conține nouă ecoducte, la 50 de metri lățime, în medie, care sunt utilizate pentru transferul animalelor sălbatice pe autostrăzi care traversează Veluwe. Primele două ecoducte din Veluwe au fost construite în 1988, peste A50 când a fost construită autostrada. Cinci alte ecoducte în Veluwe au fost construite pe drumuri existente, unul peste un drum provincial cu două benzi. Cele două ecoducte peste A50 au fost folosite de aproape 5.000 de cerbi și mistreți într-o perioadă de un an (Bank et al. 2002). Țările de Jos au și cel mai lungă ecoduct din lume, numit Natuurbrug Zanderij Crailoo (podul natural de la carieră de calcare de la Crailo) (Danby 2004). Structura masivă, finalizată în anul 2006, are 50 m lățime și peste 800 m lungime și se întinde pe o linie de cale ferată, un business park, un râu, un drum, și un complex sportiv (Danby 2004). Monitorizarea este în prezent în curs de desfășurare pentru a examina eficacitatea acestui proiect inovator, care combină protecția a faunei cu dezvoltarea urbană. Cel mai vechi ecoduct olandez este Zeist Vest - A28, deschis în 1988.

### Slaty Creek Wildlife Underpass, Calder Freeway, Pădurea Neagră, Australia
Un alt studiu de caz al eficienței ecoductelor vine de la un pasaj subteran construit pentru a minimiza impactul ecologic al Șoselei Calder care trece prin Pădurea Neagră din Victoria, Australia. În 1997, Compania de Drumuri a Guvernului Victorian a construit ecoductul Slaty Creek cu un cost de 3 milioane de dolari (Abson & Lawrence 2003). Oamenii de știință au folosit 14 tehnici diferite pentru a monitoriza pasajul timp de 12 luni, în scopul de a determina abundența și diversitatea speciilor care folosesc pasajul (Abson & Lawrence 2003). În timpul perioadei de 12 luni, 79 de specii de faună au fost detectate în pasaj (comparativ cu 116 specii detectate în pădurea din jur), între care amfibieni, lilieci, păsări, koala, wombats, possumi, reptile și canguri (Abson & Lawrence 2003). Rezultatele indică faptul că pasajul ar putea fi util pentru o gamă largă de specii, dar autorii sugerează că Slaty Creek ar putea fi îmbunătățit prin modificarea designului și întreținerea gardurilor pentru a minimiza accidentele de-a lungul Șoselei Calder și prin încercarea de a exclude prădătorii exogeni, cum ar fi pisicile și vulpile din zonă.

## International cu Wildlife Crossing Design Competition
În 2010, ARC Solutions - un parteneriat interdisciplinar - a inițiat International cu Wildlife Crossing Design Competition, concurs de proiectare de ecoducte peste șoseaua interstatală 70 de lângă Denver, Colorado. I-70 este cunoscut sub numele de „Zidul Berlinului” pentru animalele sălbatice din Colorado, și designerii trebuie să țină cont de multe provocări unice în zonă, inclusiv zăpada și vremea severă, de altitudinea mare și de pantele abrupte, de cele șase benzi carosabile, pista de biciclete, și de volumele ridicate de trafic, precum și de mai multe specii de animale sălbatice, inclusiv râsul.
După ce a primit 36 de observații din nouă țări, un juriu de experți în arhitectură peisagistică, inginerie, arhitectură, ecologie și transporturi de talie mondială a selectat cinci finaliști în noiembrie 2010, care să dezvolte modelele conceptuale de ecoducte. În ianuarie 2011, echipa condusă de HNTB cu Michael Van Valkenburgh & Asociatii (New York) a fost selectată ca fiind câștigătoarea. Proiectul cuprinde un singur pod cu deschiderea de 100 m întins peste autostradă plantat cu o varietate de tipuri de vegetație, inclusiv cu o pădure de pin și ierburi de luncă, pentru a atrage diferite specii spre traversare. Proiectul modular din prefabricate din beton armat fac ca o mare parte din pod să poată fi construită în afara amplasamentului și apoi adusă aici.

### Podul cu boltă din rezervația de tigri Anamalai
Mulți macaci cu coadă de leu, specie periclitată, erau uciși în timp ce traversau șoseaua Puduthotam din Valparai, India de Sud. Datorită eforturilor depuse de ONG-uri și de administrația forestieră, s-au realizat câteva poduri cu boltă care leagă copacii de pe ambele părți ale drumului. Acest lucru a ajutat la atenuarea accidentelor cu macaci în regiune. Environment Conservation Group a inițiat o misiune națională pentru a crește gradul de conștientizare cu privire la importanța adoptării metodelor de combatere a accidentelor cu animale, misiunea lor PATH călătorind peste 17.000 de kilometri în douăzeci și două de state.